# Thomas Adams
Pour les articles homonymes, voir Adams.
Thomas Adams, né le 4 mai 1818 à New York et mort le 7 février 1905 à Brooklyn, est un scientifique et inventeur américain du XIXe siècle. Il est considéré comme le fondateur de l'industrie du chewing-gum, cofondateur de l'American Chiche Company avec Edward E. Beeman et Jonathan Primle.  
Adams a pensé au chewing-gum alors qu'il travaillait comme secrétaire de l'ancien dirigeant mexicain Antonio López de Santa Anna, qui mâchait une gomme naturelle appelée chicle. Il a d'abord essayé de formuler la gomme en un caoutchouc adapté à la fabrication de pneus. Comme cela ne fonctionnait pas, il a transformé la chicle (extrait du sapotillier) en un chewing-gum appelé New York Chewing Gum.
En 1870, Adams a créé la première gomme aromatisée, la réglisse noire, qu'il a nommée Black Jack Gum. En 1871, Adams a breveté la première machine à fabriquer du chewing-gum. En 1888, son chewing-gum est le premier à être vendu dans des distributeurs automatiques.  

## American Chicle Company

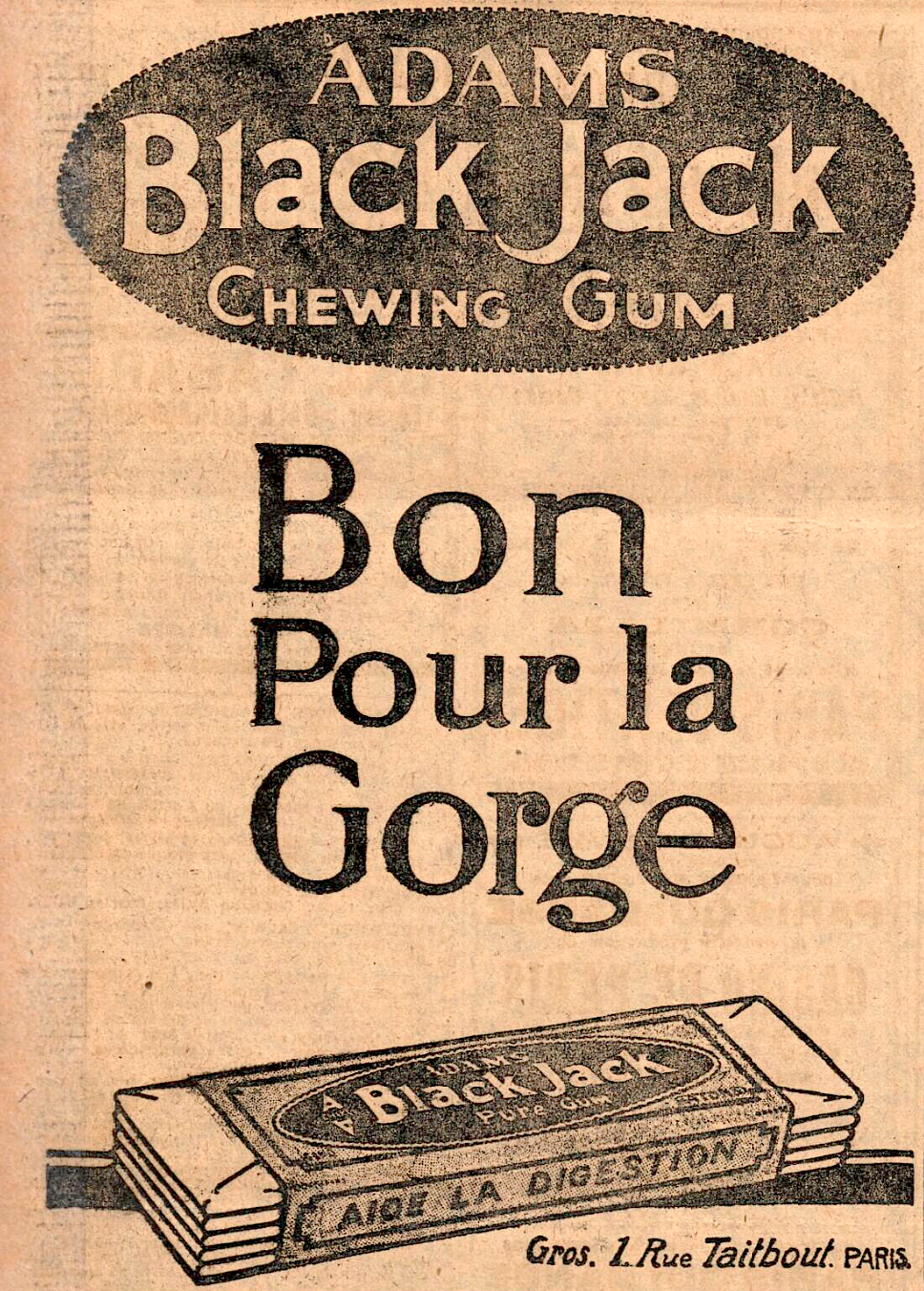
Publicité pour Adams Black Jack, Le Journal, 8 décembre 1919.

La société a été constituée à Trenton, dans le New Jersey, le 2 juin 1899. Sa capitalisation boursière était de 9 millions de dollars, un tiers étant émis sous forme d'actions privilégiées et 6 % sous forme de dividendes cumulatifs. L'entreprise était composée d'entreprises de gomme à mâcher à Brooklyn, New York (Adams Sons & Company) ; Cleveland, Ohio (W. J. White & Sons) ; Chicago (J. P. Primley) ; Louisville, Kentucky (Kis-Me Gum Company) ; et Toronto (S. T. Britten & Co). La société exploitait des usines et des forêts de gomme au Yucatan.
Le 8 janvier 1920, le Dr Don Ricardo Moreira, de San Salvador, du cabinet Coldwell & Moreira, a enregistré les marques de commerce d'American Chicle Co. au Salvador.
American Chicle a fait appel à Dancer Fitzgerald Sample en 1950 pour promouvoir ses produits à la radio, dans les journaux et à la télévision. American Chicle a été rachetée par la société pharmaceutique Warner-Lambert en 1962 ; Warner-Lambert a été rachetée par Pfizer en 2000.
L'American Chicle Company a été rebaptisée Adams en 1997 ; Cadbury a acheté les marques de bonbons de Pfizer en 2003. Kraft Foods (aujourd'hui Mondelez International) a racheté Cadbury en 2010. De nombreuses marques d'American Chicle ne sont plus produites. Son produit le plus connu était probablement le chewing-gum Chiclets, qui a été abandonné au début des années 2000.